# Bill's Food
Bill's Food is een televisieprogramma van Cooking Channel. Het programma wordt in Nederland uitgezonden op 24Kitchen.
In Bill's Food bereidt de Australische restauranteigenaar en auteur Bill Granger eenvoudige recepten met simpele ingrediënten. Bill's Food was de eerste televisieserie van Granger. Het programma wordt wereldwijd uitgezonden in 22 landen. Hierop volgde een tweede seizoen van het programma.